# Carlton SC
Carlton SC – australijski klub piłkarski z siedzibą w Melbourne (Wiktoria), założony w 1997 roku. W latach 1997–2000 uczestniczył w rozgrywkach National Soccer League (NSL). Rozwiązany w 2000 roku. 

## Historia
Klub Carlton SC został założony w 1997 roku i od sezonu 1997/1998 przystąpił do rozgrywek National Soccer League. Carlton SC zainaugurował rozgrywki w NSL w dniu 3 października 1997 roku w domowym spotkaniu przeciwko Perth Glory FC. Spotkanie zakończyło się zwycięstwem Carlton SC w stosunku 2:1. W inauguracyjnym sezonie klub zajął 2. miejsce w sezonie zasadniczym i awansował do serii finałowej rozgrywek. W serii finałowej klub dotarł do finału rozgrywek (tzw. Grand Final). W meczu finałowym Carlton SC przegrał z drużyną South Melbourne FC w stosunku 1:2.
W sezonie 1998/1999 klub uplasował się na 11. miejscu w sezonie zasadniczym i nie awansował do serii finałowej rozgrywek. W sezonie 1999/2000 klub Carlton SC po raz drugi w swojej historii występów w NSL awansował do serii finałowej rozgrywek. Klub zakończył swój udział na fazie półfinału, w którym został wyeliminowany przez drużynę Wollongong Wolves. Spotkanie zakończyło się wynikiem 1:2.  
W sezonie 2000/2001 klub Carlton SC rozegrał łącznie osiem pierwszych kolejek. Następnie w grudniu 2000 roku wycofał się z rozgrywek NSL. Wszystkie mecze Carlton SC zostały zweryfikowane jako walkower w stosunku 0:3. Ostatni oficjalny mecz w NSL klub rozegrał w dniu 3 grudnia 2000 roku. W domowym spotkaniu Carlton SC podejmował drużynę Northern Spirit FC. Spotkanie zakończyło się remisem w stosunku 1:1. Bilans zespołu po 8. kolejkach kształtował się następująco: 3 zwycięstwa, 4 remisy i 1 porażka. Po wycofaniu się z rozgrywek klub został rozwiązany.

## Sukcesy
- Finalista Grand Final (1): 1998.